# Medasina nigrovittata
Medasina nigrovittata är en fjärilsart som beskrevs av Moore 1867. Medasina nigrovittata ingår i släktet Medasina och familjen mätare. Inga underarter finns listade i Catalogue of Life.